# Joe Hewitt (programador)
Joe Hewitt (Hopatcong 1978) es un desarrollador de software estadounidense, conocido por su trabajo en el navegador navegador web libre y de código abierto Firefox y herramientas relacionadas con el desarrollo software como Firebug y el Inspector DOM.
El primero proyecto en el que participó fue mientras aún estaba estudiando en el Instituto de Hopatcong ( New Jersey, Estados Unidos). El creó la web Feff World con Douglas Palermo. Desde el año 2000 hasta el 2003 trabajó como programador en la interfaz de usuario en Netscape. Después, trabajó en Boxely, un motor de renderizado de CSS/HTML de la empresa AOL (similar al actual Gecko que servía para diversas herramientas como AIM Triton y AOL Explorer.
Ha estado trabajando en Parakey con Blake Ross.. Empresa que fue comprada por Facebook in July 2007.
En julio de 2007, Joe lideró el lanzamiento del software iUI, una librería para la interfaz de usuario que simplifica el desarrollo del navegador web Safari del iPhone de Apple. En agosto de 2007, escribió la versión para iPhone de la aplicación de Facebook que a partir de 2009 fue la aplicación para iPhone más descargada de todos los tiempos. En noviembre de 2009, Hewitt dejó de desarrollar en la aplicación, citando las políticas de Apple. En enero de 2009, lanzó la biblioteca de código abierto para desarrolladores de iPhone Three20.
En 2011, Hewitt deja Facebook.